# Kersten Meier
Kersten Meier (* 23. Februar 1954 in Celle; † 3. April 2001 in Düsseldorf) war ein deutscher Schwimmer. Er wurde Europameister 1974 und Weltmeisterschaftszweiter 1975 mit der 4-mal-100-Meter-Freistilstaffel.

## Karriere
Kersten Meier kam 1970 zum SV Würzburg 05. Bei den Olympischen Spielen 1972 in München qualifizierte sich die 4-mal-100-Meter-Freistilstaffel mit Gerhard Schiller, Rainer Jacob, Hans-Günther Vosseler und Kersten Meier in 3:37,59 Minuten als siebtschnellste Staffel für das Finale. Im Finale schwammen Klaus Steinbach, Werner Lampe, Rainer Jacob und Hans Faßnacht in 3:33,90 Minuten auf den sechsten Platz. Einige Tage später erreichten Klaus Steinbach und Kersten Meier das Halbfinale über 100 Meter Freistil. Während Steinbach auch das Finale erreichte, schied Meier als 16. im Halbfinale aus.
1973 gewann Meier eine Bronzemedaille mit der 4-mal-100-Meter-Freistilstaffel bei der Universiade in Moskau. 1974 bei den Europameisterschaften in Wien schwamm Meier zusammen mit Peter Nocke, Gerhard Schiller und Klaus Steinbach zum Europameistertitel in der 4-mal-100-Meter-Freistilstaffel. Kersten Meier wirkte auch im Vorlauf der 4-mal-200-Meter-Freistilstaffel mit, wurde aber beim Titelgewinn im Finale nicht eingesetzt. Im Jahr darauf bei den Weltmeisterschaften 1975 in Cali schwamm die deutsche 4-mal-100-Meter-Staffel mit Klaus Steinbach, Dirk Braunleder, Kersten Meier und Peter Nocke in 3:29,55 Minuten zur Silbermedaille hinter der Staffel aus den Vereinigten Staaten. Bei den Schwimmweltmeisterschaften 1978 in West-Berlin gehörte Meier noch einmal zur deutschen Mannschaft. Er schwamm im Vorlauf in der 4-mal-100-Meter-Freistilstaffel, beim Gewinn der Silbermedaille im Finale war er nicht dabei.
Kersten Meier arbeitete später als selbständiger Unternehmensberater. Er starb durch einen Sprung von der Theodor-Heuss-Brücke in Düsseldorf.
Im April 2001 starb er im Alter von 47 Jahren in Düsseldorf.